# Ángel Mifsud Ciscar
Àngel Mifsud y Ciscar (Tabernes de Valldigna, Valencia, 10 de noviembre de 1954 - Mahón, 22 de diciembre de 2012) fue un poeta, lingüista y profesor valenciano.

## Biografía
Nacido el 10 de noviembre de 1954 en Tabernes de Valldigna se licenció en Filosofía y letras por la Universidad de Valencia el año 1976. Empezó a trabajar como profesor sustituto en Cataluña en el curso 1979-1980. En 1982 aprobó las oposiciones de profesor de secundaria de lengua catalana y, durante doce años, ejerció su profesión en el IES Bruguers de Gavá. Posteriormente, en el curso 1994-1995, pidió -y se le concedió- el traslado al IES Joan Ramis i Ramis de Mahón, donde dio clases sobre su materia hasta el curso 2004-2005, donde tuvo que pedir una comisión de servicios por enfermedad, esto le permitió realizar tareas relacionadas con la educación pero fuera de la estricta docencia. 
La docencia era una de las cosas que más añoraba. Era miembro numerario de la sección de Lengua y Literatura del Instituto Menorquín de Estudios (IME) y estaba casado con la filóloga menorquina Josefina Salord i Ripoll.
Le apasionaba el conocimiento, especialmente todo lo relacionado con la lengua. Y le gustaba escribir, pero no se consideraba poeta: «un poeta és aquell que té un neguit constant, quotidià, d'expressar-se; i jo m'exprés, amb la paraula, sovint, però també amb els pinzells, de vegades», («Un poeta es el que tiene una desazón constante, cotidiana, de expresarse; y yo me expreso, con la palabra, a menudo, pero también con los pinceles, algunas veces»).
Fue un hombre de mucha sensibilidad que, más allá de la poesía y la pintura, también se materializó en el compromiso social y político.

## Poesía
Su obra poética publicada se encuentra recogida en tres tomos colectivos: 
- Menorca tot just ahir, de Antoni Vidal Miquel (1999), acompañando fotografías del autor.
- Quatre postals sense destinatari (2004) donde sus poemas acompañan a una serie de grabados de diferentes artistas editados por la sección menorquina de Amnistía Internacional.
- Roques de Menorca, de Antoni Vidal Miquel (2005), junto con las fotografías del autor.
- Illanvers 3 (Illanvers, 2006).
- Tots els éssers. Poetes de Menorca pels drets humans (2007), editado por Amnistía internacional con ilustraciones de Dolores Boettcher.
- Vestits de ceba, de Antoni Vidal Miquel (2012), junto con las fotografías del autor.
- Illanvers 9 (Illanvers, 2012).